# Hydrillodes funeralis
Hydrillodes funeralis là một loài bướm đêm trong họ Noctuidae.